# Oštrobradić
 Oštrobradić  (olaszul: Ostrobradici) falu Horvátországban Tengermellék-Hegyvidék megyében. Közigazgatásilag Malinska-Dubašnica községhez tartozik.

## Fekvése
Krk északnyugati részén Malinskától 1 km-re délkeletre fekszik. A szigetnek ezt a részét, ahova Oštrobradić és a környező települések is tartoznak Dubašnicának hívják. A település megművelt szántóterületek és kertek és az őket övező utak kereszteződései körül alakult ki. A mezőgazdasági terület laza szerkezete és elrendezése, valamint a kőfalakkal való elhatárolása a mai napig megmaradt. A házak közvetlen környékén számos gazdasági épület és a hozzá tartozó építmények máig fennmaradtak. A házak többnyire egy- és kétszintes házak, téglalap alaprajzzal, egyszerűen kialakított homlokzatokkal, nyeregtetővel és különböző formájú kéményekkel.

## Története
A sziget 1480-tól közvetlenül Velencei Köztársasághoz tartozott. Dubašnica volt a Krk-sziget egyetlen része, ahol ebben a korban városi település nem alakult ki. Ezt a vidéket egykor nagy kiterjedésű erdők és köztük legelők borították, az újonnan érkező lakosság azonban fokozatosan szántókká változtatta. A napóleoni háborúk egyik következménye a 18. század végén a Velencei Köztársaság megszűnése volt. Napóleon bukása után Krk is osztrák kézre került, majd a 19. század folyamán osztrák uralom alatt állt. 1867-től 1918-ig az Osztrák-Magyar Monarchia része volt. 1857-ben 150, 1910-ben 234 lakosa volt. Az Osztrák–Magyar Monarchia bukását rövid olasz uralom követte, majd a település a Szerb–Horvát–Szlovén Királyság része lett. A második világháború idején előbb olasz, majd német csapatok szállták meg. A háborút követően újra Jugoszlávia, majd az önálló horvát állam része lett.  2011-ben 86 lakosa volt.

## Lakosság
| Lakosság változása | Lakosság változása | Lakosság változása | Lakosság változása | Lakosság változása | Lakosság változása | Lakosság változása | Lakosság változása | Lakosság változása | Lakosság változása | Lakosság változása | Lakosság változása | Lakosság változása | Lakosság változása | Lakosság változása | Lakosság változása |
| ------------------ | ------------------ | ------------------ | ------------------ | ------------------ | ------------------ | ------------------ | ------------------ | ------------------ | ------------------ | ------------------ | ------------------ | ------------------ | ------------------ | ------------------ | ------------------ |
| 1857               | 1869               | 1880               | 1890               | 1900               | 1910               | 1921               | 1931               | 1948               | 1953               | 1961               | 1971               | 1981               | 1991               | 2001               | 2011               |
| 150                | 165                | 188                | 202                | 209                | 234                | 194                | 150                | 161                | 165                | 130                | 111                | 78                 | 71                 | 89                 | 86                 |